# Babben Enger-Damon
Barbra Mette Stockfleth (Babben) Enger-Damon (Oslo, 19 september 1939) is een Noors langlaufster. 

## Carrière
Tijdens de Olympische Winterspelen 1968 was Enger-Damon met de Noorse estafetteploeg geen favoriet. Enger-Damon werd gezien als de zwakke schakel en skiede als tweede van haar ploeg en begon met een voorsprong van 25 seconden en eindigde haar ronde met een voorsprong van 15 seconden. Deze voorsprong gaf de laatste Noorse Berit Mørdre niet meer uit handen waardoor de Noorse ploeg er met de gouden medaille vandoor ging.

## Belangrijkste resultaten

### Olympische Winterspelen
| Editie | Plaats    | Resultaten                      |
| ------ | --------- | ------------------------------- |
| 1964   | Innsbruck | 18e 5 km 31e 10 km              |
| 1968   | Grenoble  | 21e 5 km · 8e 10 km · estafette |

### Wereldkampioenschappen langlaufen
| Jaar | Plaats    | Resultaten                      |
| ---- | --------- | ------------------------------- |
| 1964 | Innsbruck | 18e 5 km 31e 10 km              |
| 1968 | Grenoble  | 21e 5 km · 8e 10 km · estafette |